# 塔龙-萨迪拉克-维耶勒纳沃
塔龙-萨迪拉克-维耶勒纳沃（法語：Taron-Sadirac-Viellenave，法語發音：[taʁɔ̃ sadiʁak vjɛlnav]）是法国大西洋比利牛斯省的一个市镇，位于该省东北部，属于波城区。该市镇于1822年由原市镇塔龙（Taron）、萨迪拉克（Sadirac）和维耶勒纳沃（Viellenave）合并而成。

## 地理
塔龙-萨迪拉克-维耶勒纳沃（43°30'36"N, 0°15'3"W）面积13.86 平方千米，位于法国新阿基坦大区大西洋比利牛斯省，该省份为法国东南部省份，涵盖了贝阿恩与北巴斯克，西临大西洋比斯開灣，北至朗德省，东北接热尔省，东临上比利牛斯省，南与西班牙接壤。

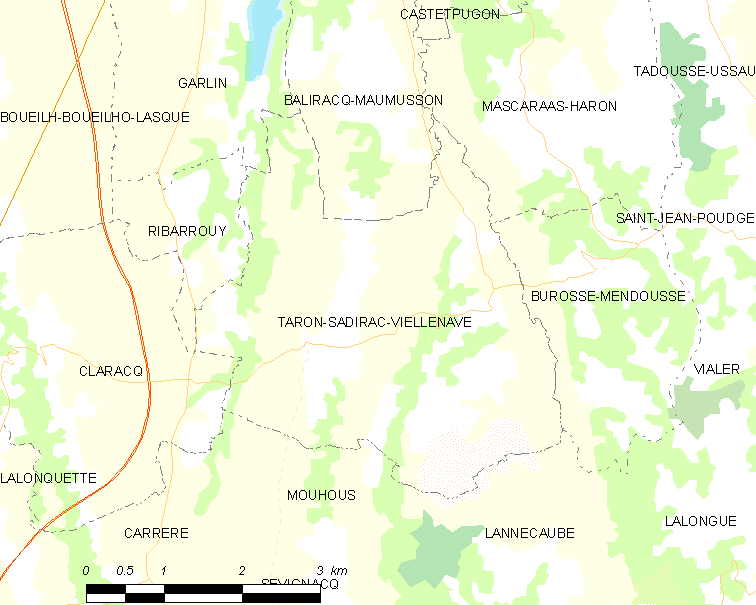
塔龙-萨迪拉克-维耶勒纳沃的OSM定位图

与塔龙-萨迪拉克-维耶勒纳沃接壤的市镇（或旧市镇、城区）包括：巴利拉克-莫米松、比罗斯芒杜斯、克拉拉克、加尔兰、拉讷科布、马斯卡拉斯-阿龙、穆乌、里巴鲁伊。
塔龙-萨迪拉克-维耶勒纳沃的时区为UTC+01:00、UTC+02:00（夏令时）。

## 行政
塔龙-萨迪拉克-维耶勒纳沃的邮政编码为64330，INSEE市镇编码为64534。

## 政治
塔龙-萨迪拉克-维耶勒纳沃所属的省级选区为吕伊河土地和维克比伊山坡县。

## 人口
塔龙-萨迪拉克-维耶勒纳沃于2022年1月1日时的人口数量为171人。

1962-2008年间塔龙-萨迪拉克-维耶勒纳沃人口变化图示